# شاهینی (کامیاران)
شاهینی روستایی از توابع شهر کامیاران در فاصله ۲۷ کیلومتری شمال غربی آن واقع شده‌است. جمعیت ساکن ساکن آن که در حدود ۱٦٦۳ نفر بر اساس سرشماری رسمی نفوس و مسکن سال ۹۵ است. شاهینی دارای جمعیت مهاجر بیش از ۵ هزار نفر است که در مناسبات و تعطیلات به روستا بر می‌گردند. اهالی روستا به مشاغل کشاورزی و باغداری اشتغال دارند.
شاهینی در مسیر راه گشکی به طرف پشاباد و روستاهای پائین تر می‌باشد و نسبت به ان بزرگتر بوده و جمعیت بیشتری را در خود جای داده است.